# نوال نور
نوال نور (ولدت في عام 1966 في مدينة الخرطوم في  السودان) هي طبيبة ولادة وأمراض نساء سودانية أمريكية تعمل في مستشفى بريجهام للنساء.